# Sarcophaga bullata
Sarcophaga bullata är en tvåvingeart som beskrevs av Parker 1916. Sarcophaga bullata ingår i släktet Sarcophaga och familjen köttflugor. Inga underarter finns listade i Catalogue of Life.

## Bildgalleri

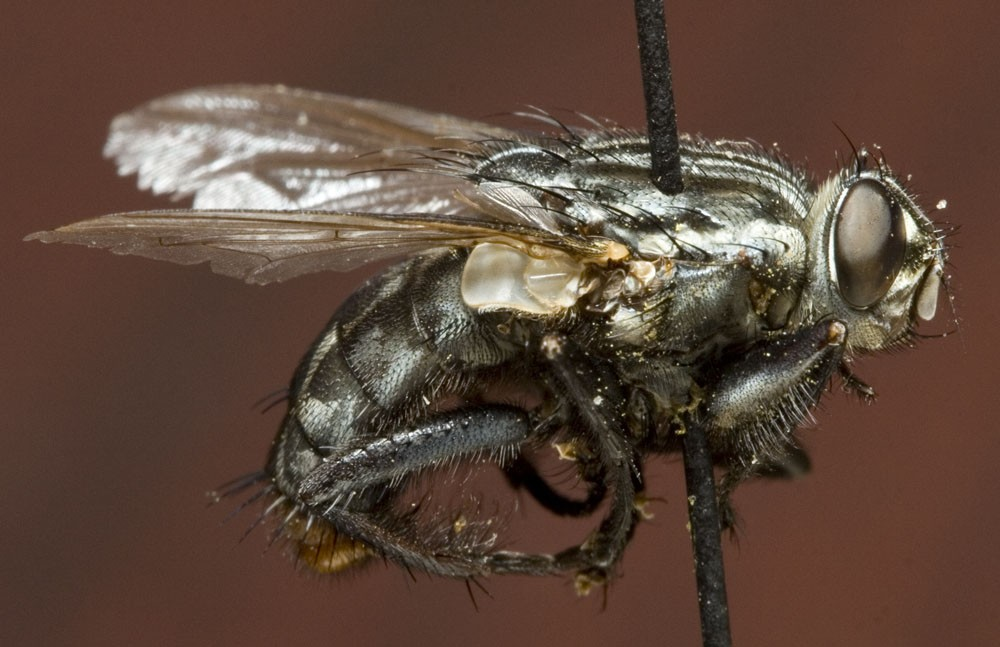
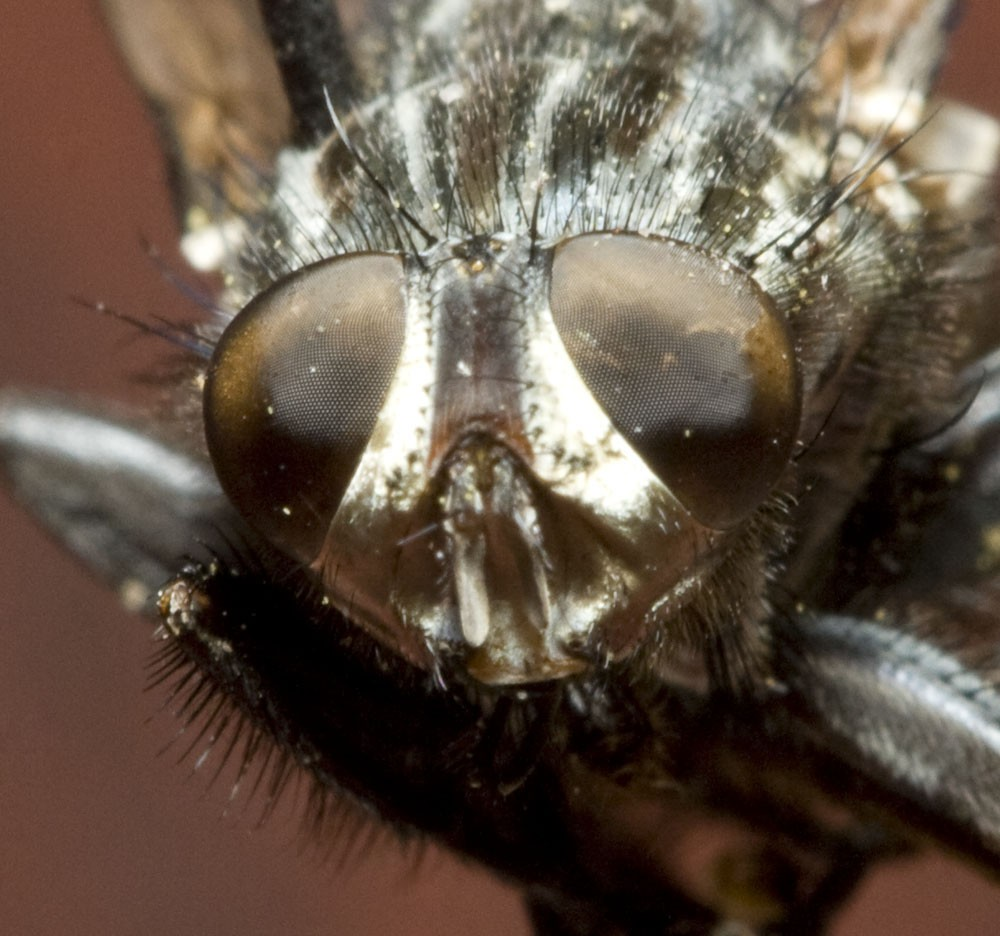
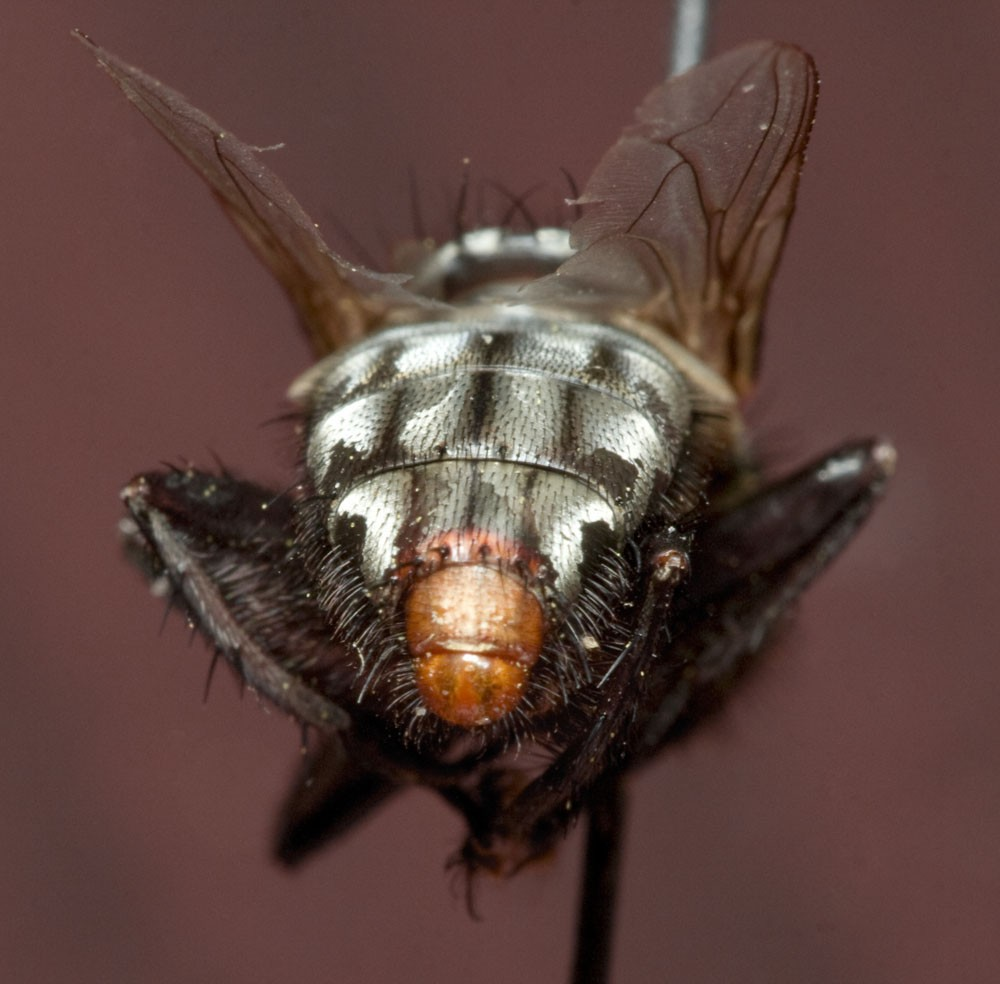
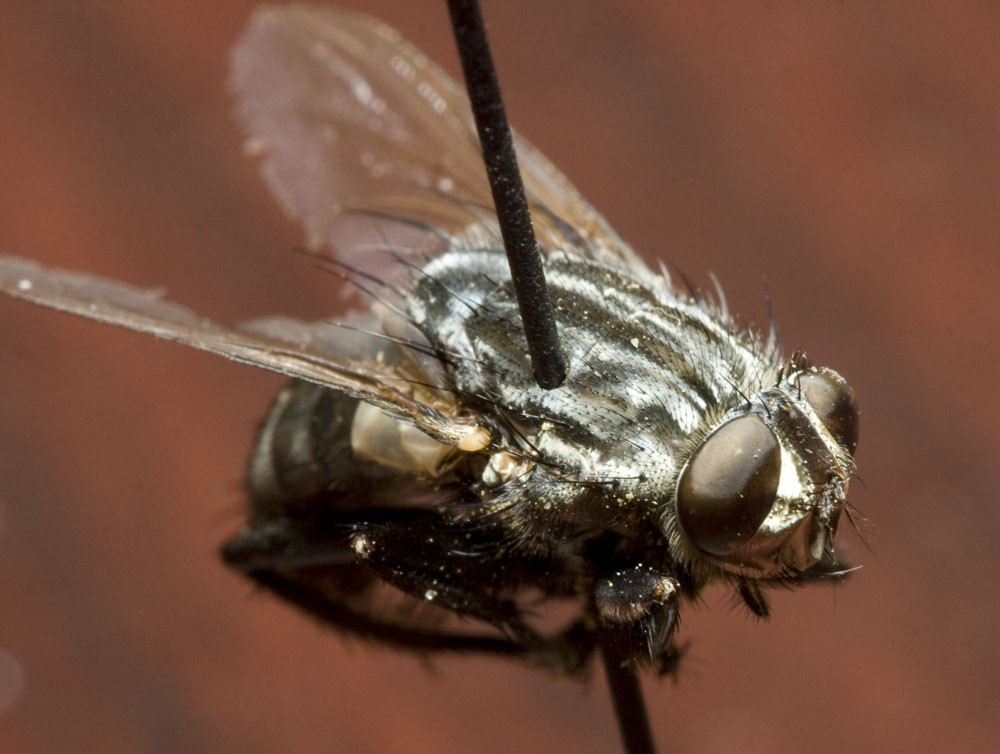
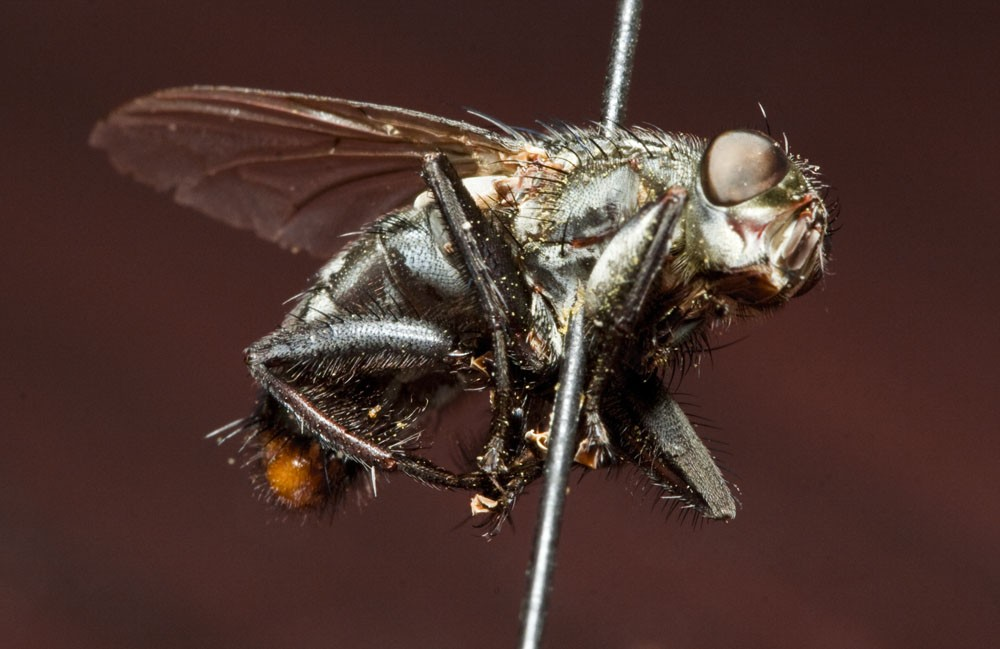
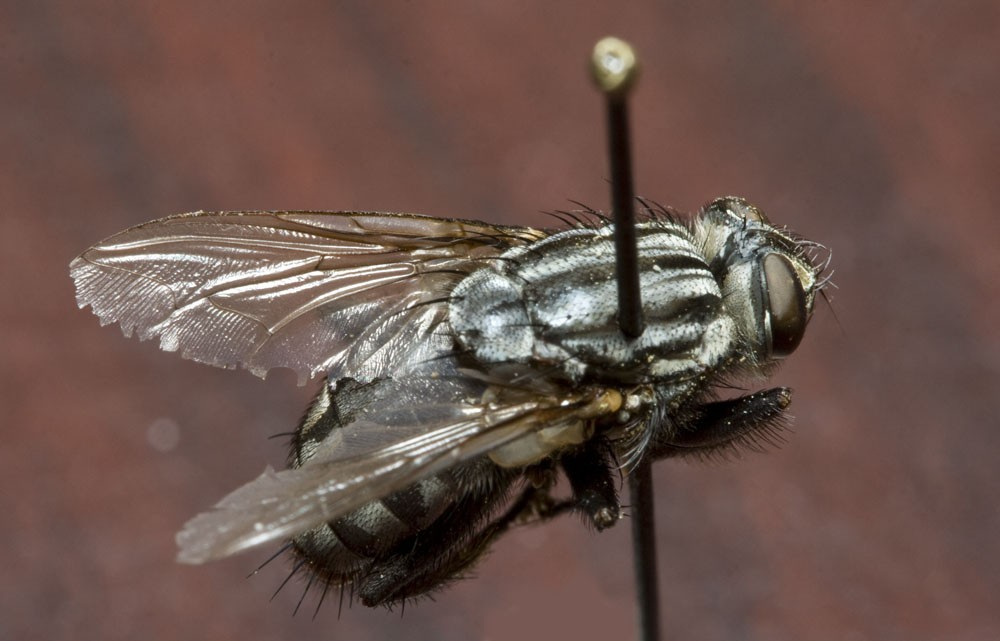